# Christoff Neumeister
Christoff Neumeister (* 18. Dezember 1933 in Chemnitz) ist ein deutscher Altphilologe.

## Leben
Nach dem Abitur am Humanistischen Gymnasium in Chemnitz (1952, ein Jahr vor der Auflösung) studierte Neumeister Mathematik und Physik an der Freien Universität Berlin und in Heidelberg. Nach der Zwischenprüfung (1954) wechselte er zur Klassischen Philologie. Seine akademischen Lehrer waren Otto Regenbogen, Franz Dirlmeier, Viktor Pöschl und Karl Löwith. Im Studienjahr 1956/1957 ging Neumeister als post-graduate student an die Yale University, wo er den akademischen Grad Master of Arts absolvierte. 1963 legte er das Erste Staatsexamen in den Fächern Latein und Griechisch ab und wurde zum Dr. phil. promoviert. Seine Dissertation Grundsätze der forensischen Rhetorik, gezeigt an den Gerichtsreden Ciceros erschien 1964 in München.
Nach der Promotion arbeitete Neumeister als Wissenschaftlicher Assistent am Lehrstuhl für Latinistik in Heidelberg (bei Viktor Pöschl). 1968 erreichte er seine Habilitation mit der Schrift Die psychologische Geschichtsschreibung des Tacitus, die unveröffentlicht blieb. 1972 folgte er einem Ruf an die Johann Wolfgang Goethe-Universität Frankfurt am Main, wo er bis zu seiner Emeritierung 2002 Professor für Klassische Philologie (Latinistik) war.

## Publikationen
- Grundsätze der forensischen Rhetorik gezeigt an Gerichtsreden Ciceros. (= Langue et parole. Heft 3). Hueber, München 1964, DNB 453568521 (Dissertation Universität Heidelberg, Philosophische Fakultät, 11. Dezember 1962).
- Die Geschichtsauffassung Sallusts im „Catilina“ und ihre Behandlung in der Sekundarstufe II. Diesterweg, Frankfurt 1983, ISBN 3-425-04386-2.
- Tibull. Einführung in sein Werk. Winter, Heidelberg 1986, ISBN 3-533-03770-3.
- Das antike Rom. Ein literarischer Stadtführer. 4. Auflage. Beck, München 2010, ISBN 978-3-406-42683-4.
- mit Wulf Raeck (Hrsg.): Rede und Redner: Bewertung und Darstellung in den antiken Kulturen. Kolloquium, Frankfurt am Main, 14.–16. Oktober 1998. (= Frankfurter Archäologische Schriften. Band 1). Bibliopolis, Möhnesee 2000, ISBN 3-933925-07-X.
- Der Golf von Neapel in der Antike. Ein literarischer Reiseführer. Beck, München 2005, ISBN 3-406-51758-7.
- Lyrik textnah interpretieren. Vorgeführt an Gedichten von Sappho und Horaz bis Paul Celan und Ulla Hahn. Meidenbauer, München 2011, ISBN 978-3-86306-706-9.
- Fünfzig deutsche Gedichte des 20. Jahrhunderts, textnah interpretiert. Von Stefan George bis Ulla Hahn (= Frankfurter Hochschulschriften zur Sprachtheorie und Literaturästhetik. 15). Lang, Frankfurt 2014, ISBN 978-3-631-65545-0.
- Begehren, Angst - und nüchterne Vernunft: Epikureische Psychologie und Ethik nach griechisch-römischen Texten. (=  Frankfurter Hochschulschriften zur Sprachtheorie und Literaturästhetik. Band 16). Lang, Berlin 2021, ISBN 978-3-631-84077-1.